# Fartușîne, Nedrîhailiv
Fartușîne (în ucraineană Фартушине) este un sat în comuna Vilșana din raionul Nedrîhailiv, regiunea Sumî, Ucraina.

## Demografie
Componența lingvistică a localității Fartușîne
     Ucraineană (92,31%)
     Rusă (7,69%)
Conform recensământului din 2001, majoritatea populației localității Fartușîne era vorbitoare de ucraineană (92,31%), existând în minoritate și vorbitori de rusă (7,69%).